# Maurus Kramer
Maurus Kramer OSB (* 7. August 1900 in Terfens als Franz Kramer; † 13. Oktober 1993 in Rum) war ein österreichischer römisch-katholischer Geistlicher.

## Leben
Das achte von insgesamt zwölf Kind des Bahnwärters Johann Kramer und seiner Frau Monika, geb. Altthaler, legte die einfache Profess 1919 ab. Er studierte Philosophie und Theologie am Collegium Canisianum in Innsbruck. Er wurde am 30. November 1923 in Feldkirch zum Priester geweiht. Er war Erzieher (1929–1938) im Fiechter Knabenkonvikt. Er war Pfarrer (1940–1945) in Terfens. Er war ab 1948 Stiftsarchivar im Stift Fiecht. Er war von 1951 bis 1953 Pfarrer von Stans. 1973 wurde Mitglied der Sectio historica der Bayerischen Benediktinerakademie.

## Schriften (Auswahl)
- Das Gnadenbild von St. Georgenberg 1941–1945. Fiecht 1946, OCLC 69095508.
- Abteikirche Fiecht. Tirol. Salzburg 1959, OCLC 632986738.
- Eben am Achensee. Tirol. Salzburg 1960, OCLC 632986837.
- St. Notburga. Gottes und der Menschen Magd. Salzburg 1962, OCLC 73509158.
- Geschichte der Benediktinerabtei St. Georgenberg-Fiecht bei Schwaz in Tirol. Sankt Ottilien 1977, ISBN 3-88096-036-4.